# Кларк, Кенни (игрок в американский футбол, 1995)
Кеннет Дуэйн Кларк-младший (англ. Kenneth Duane Clark Jr., 4 октября 1995, Сан-Бернардино) — профессиональный футболист, выступающий на позиции ноуз тэкла в клубе НФЛ «Грин-Бей Пэкерс».

## Биография

### Любительская карьера
Кенни Кларк-младший родился 4 октября 1995 года в Сан-Бернардино. Его родители, Николь и Кенни-старший, выросли без отцов в одном из неблагополучных районов города Дельманн-Хайтс. В 1990 году отец Кенни был приговорён к двадцати месяцам тюрьмы за торговлю наркотиками. В 2005 году, когда сыну было девять лет, Кенни-старший был осуждён за убийство второй степени и приговорён к пятидесяти пяти годам тюремного заключения без права досрочного освобождения. В детстве Николь возила сына и двух младших дочерей в тюрьму к отцу каждые выходные, он следил за успехами Кенни в школьной футбольной команде.
Позднее их семья переехала в Риалто, где в 2009 году Кенни поступил в старшую школу имени Вильмер Картер. За время выступлений за школьную команду он стал одним из самых перспективных молодых игроков, интерес к которому проявляли почти все университеты, входящие в конференцию Pac-12. Кенни сделал выбор в пользу Калифорнийского университета в Лос-Анджелесе, тренер линии защиты которого Ангус Макклюр лично посещал отца Кенни в тюрьме, чтобы поговорить с ним о сыне.
За «УКЛА Брюинс» Кенни дебютировал в сезоне 2013 года, сыграв в тринадцати матчах команды. В победной игре за Сан Боул против «Виргинии Тек» он был признан самым ценным линейным защиты. В 2014 году Кларк стал игроком основного состава и был включён во вторую сборную конференции.
Сезон 2015 года стал для Кенни последним в NCAA. Он вышел в основном составе во всех тринадцати играх команды, был одним из её капитанов. Кларк по итогам опроса тренеров и журналистов был включён в сборную конференции Pac-12. Также он входил в число претендентов на награды Беднарик Эворд, Бронко Нагурски Трофи, Аутленд Трофи и Ломбарди Эворд.

#### Статистика выступлений в NCAA
| Сезон | Команда     | Игры | Захваты | Захваты | Захваты | Захваты | Захваты | Перехваты | Перехваты | Перехваты | Перехваты | Перехваты | Фамблы | Фамблы | Фамблы | Фамблы |
| Сезон | Команда     | Игры | Solo    | Ast     | Tot     | Loss    | Sk      | Int       | Yds       | Y/R       | TD        | PD        | FR     | Yds    | TD     | FF     |
| ----- | ----------- | ---- | ------- | ------- | ------- | ------- | ------- | --------- | --------- | --------- | --------- | --------- | ------ | ------ | ------ | ------ |
| 2013  | УКЛА Брюинс | 11   | 18      | 11      | 29      | 4,0     | 1,0     | 0         | 0         | 0,0       | 0         | 0         | 0      | 0      | 0      | 1      |
| 2014  | УКЛА Брюинс | 13   | 31      | 26      | 57      | 5,5     | 0,0     | 0         | 0         | 0,0       | 0         | 1         | 1      | 0      | 0      | 0      |
| 2015  | УКЛА Брюинс | 13   | 47      | 26      | 73      | 10,5    | 5,5     | 0         | 0         | 0,0       | 0         | 5         | 0      | 0      | 0      | 0      |
| Всего | Всего       | 37   | 96      | 63      | 159     | 20,0    | 6,5     | 0         | 0         | 0,0       | 0         | 6         | 1      | 0      | 0      | 1      |

### Профессиональная карьера
На драфте НФЛ 2016 года Кенни в первом раунде под общим 27 номером был выбран клубом «Грин-Бей Пэкерс». В дебютном сезоне он принял участие во всех шестнадцати играх команды в регулярном чемпионате. Кларк хорошо провёл концовку сезона, продемонстрировав потенциал для дальнейшего развития. Репортёр Milwaukee Journal-Sentinel Боб Макгинн также отметил его уверенные действия против сильной линии нападения «Даллас Ковбойз» в плей-офф. 
В своём втором сезоне в НФЛ Кларк существенно прибавил в эффективности своей игры. Он отыграл 684 снэпа в защите, став лидером среди линейных команды по этому показателю. Кенни установил личные рекорды по числу сделанных сэков и спровоцированных фамблов. Сайт Pro Football Focus по итогам сезона поставил его на 69 место в рейтинге лучших игроков чемпионата.
В 2018 году Кенни сыграл в тринадцати матчах чемпионата, пропустив концовку из-за травмы локтя, полученной в игре с «Фэлконс». Он сделал 55 захватов и 6 сэков, став одним из лучших линейных в лиге. Кларк был включён в число запасных игроков перед Пробоулом.

#### Статистика выступлений в НФЛ

##### Регулярный чемпионат
| Сезон | Команда         | Игры | Захваты | Захваты | Захваты | Захваты | Захваты | Перехваты | Перехваты | Перехваты | Перехваты | Перехваты | Фамблы | Фамблы | Фамблы | Фамблы |
| Сезон | Команда         | Игры | Solo    | Ast     | Tot     | Loss    | Sk      | Int       | Yds       | Y/R       | TD        | PD        | FR     | Yds    | TD     | FF     |
| ----- | --------------- | ---- | ------- | ------- | ------- | ------- | ------- | --------- | --------- | --------- | --------- | --------- | ------ | ------ | ------ | ------ |
| 2016  | Грин-Бей Пэкерс | 16   | 13      | 8       | 21      | 1       | 0,0     | 0         | 0         | 0,0       | 0         | 2         | 2      | 2      | 0      | 0      |
| 2017  | Грин-Бей Пэкерс | 15   | 32      | 23      | 55      | 6       | 4,5     | 0         | 0         | 0,0       | 0         | 1         | 0      | 0      | 0      | 2      |
| 2018  | Грин-Бей Пэкерс | 13   | 36      | 19      | 55      | 8       | 6,0     | 0         | 0         | 0,0       | 0         | 3         | 2      | 0      | 0      | 1      |
| Всего | Всего           | 44   | 81      | 50      | 131     | 15      | 10,5    | 0         | 0         | 0,0       | 0         | 6         | 2      | 2      | 0      | 3      |

##### Плей-офф
| Сезон | Команда         | Игры | Захваты | Захваты | Захваты | Захваты | Захваты | Перехваты | Перехваты | Перехваты | Перехваты | Перехваты | Фамблы | Фамблы | Фамблы | Фамблы |
| Сезон | Команда         | Игры | Solo    | Ast     | Tot     | Loss    | Sk      | Int       | Yds       | Y/R       | TD        | PD        | FR     | Yds    | TD     | FF     |
| ----- | --------------- | ---- | ------- | ------- | ------- | ------- | ------- | --------- | --------- | --------- | --------- | --------- | ------ | ------ | ------ | ------ |
| 2016  | Грин-Бей Пэкерс | 3    | 5       | 1       | 6       | 2       | 0,0     | 0         | 0         | 0,0       | 0         | 0         | 0      | 0      | 0      | 0      |
| Всего | Всего           | 3    | 5       | 1       | 6       | 2       | 0,0     | 0         | 0         | 0,0       | 0         | 0         | 0      | 0      | 0      | 0      |